# Arthur von Lindequist

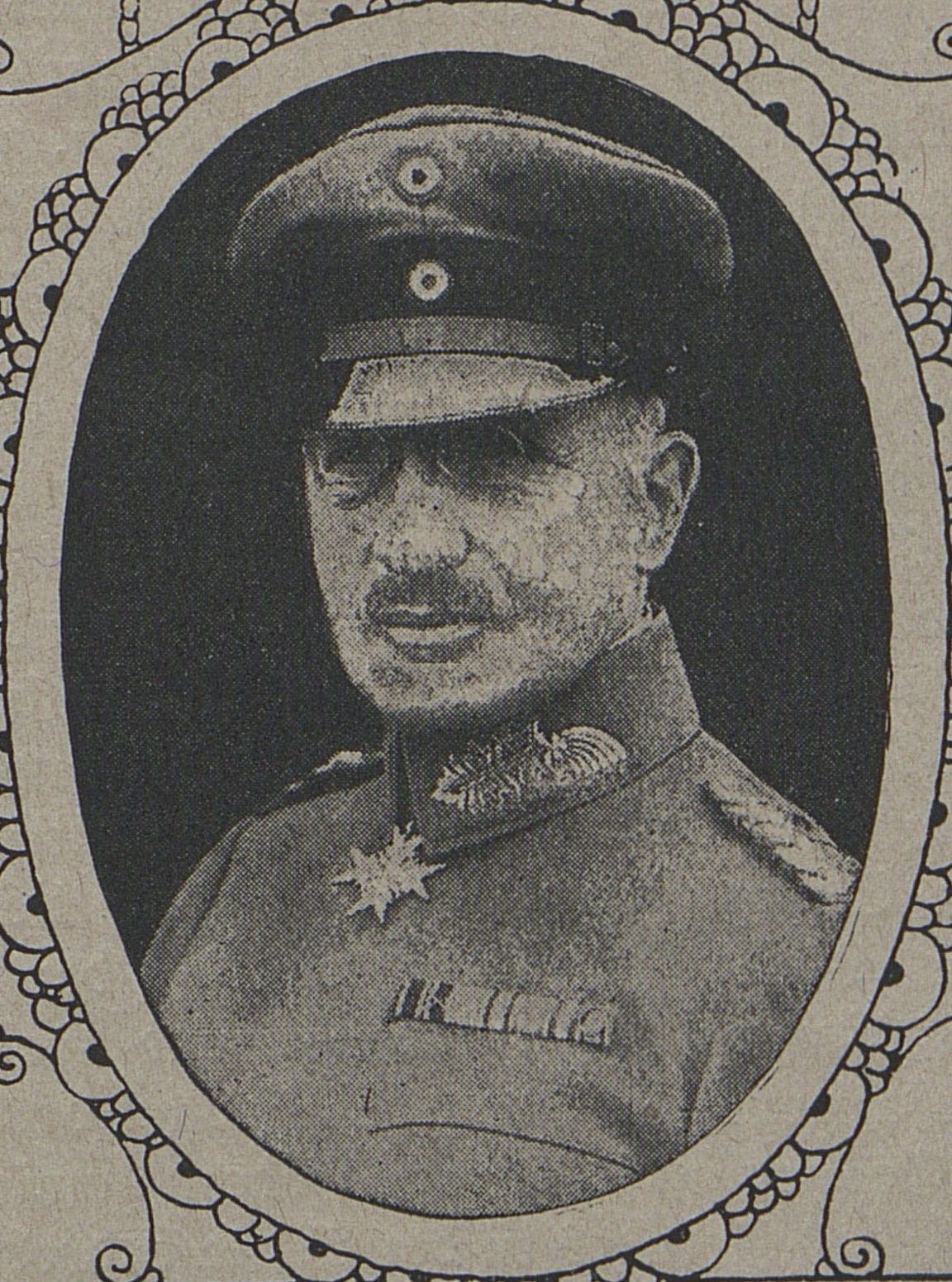
Generalleutnant Arthur von Lindequist (c. 1918)

Arthur Axel Heinrich August von Lindequist (* 17. Oktober 1855 in Wostevitz auf Rügen; † 1. November 1937 in Berlin) war ein preußischer Generalleutnant im Ersten Weltkrieg.

## Leben

### Herkunft
Arthur war ein Sohn des Landwirts Olof von Lindequist (1824–1902) und dessen Ehefrau Anna, geborene Hoffmann (1834–1909). Sein Bruder Friedrich (1862–1945) war Gouverneur von Deutsch-Südwestafrika.

### Militärkarriere
Lindequist trat nach seiner Erziehung im Kadettenkorps am 23. April 1874 als Fähnrich in das 1. Großherzoglich Hessische Infanterie-(Leibgarde)Regiment Nr. 115 der Preußischen Armee in Darmstadt ein und wurde dort am 12. Oktober 1875 zum Sekondeleutnant befördert. Für drei Jahre kommandierte man Lindequist ab 1. Mai 1882 als Erzieher zum Kadettenhaus Kulm. Nach seiner Rückkehr und Dienst in seinem Stammregiment folgte am 12. November 1885 die Beförderung zum Premierleutnant. Als solcher fungierte er vom 1. Januar 1888 bis 31. Dezember 1889 als Adjutant des Bezirkskommandos Darmstadt I. Unter gleichzeitiger Beförderung zum Hauptmann übernahm er am 18. November 1890 eine Kompanie in seinem Stammregiment.
Lindequist wurde am 9. August 1910 Kommandeur des 1. Hannoverschen Infanterie-Regiments Nr. 74. Am 17. August 1913 wurde er mit der Führung der 40. Infanterie-Brigade in Braunschweig beauftragt und dann am 1. Oktober 1913, gleichzeitig mit der Beförderung zum Generalmajor, zum Kommandeur dieses Großverbandes ernannt.
Im Ersten Weltkrieg führte Lindequist die Brigade im Verband der 2. Armee. Bei Namur wurde er am 23. August 1914 schwer verwundet und daher ab 31. August zur Verfügung gestellt. Nachdem er wieder dienstfähig war, ernannte man Lindequist am 19. Dezember 1914 zum Kommandeur der 87. Reserve-Infanterie-Brigade. Am 29. Juni 1915 übernahm er die 3. Garde-Division. In dieser Dienststellung wurde er am 6. November 1917 zum Generalleutnant befördert und am 23. Dezember 1917 mit dem Orden Pour le Mérite ausgezeichnet. Am 8. Februar 1918 beauftragte man ihn mit der Führung des XIV. Reserve-Korps und dann am 15. Juni 1918 mit der Führung des VII. Reserve-Korps.
Für seine Leistungen während der Abwehrschlacht bei Reims erhielt Lindequist am 7. November 1918 das Eichenlaub zum Pour le Mérite. Nach Kriegsende wurde er am 17. Dezember 1918 zur Disposition gestellt und am 21. Januar 1920 schließlich in den Ruhestand verabschiedet.
Lindequist war Rechtsritter des Johanniterordens.

### Familie
Lindequist heiratete am 8. Juni 1891 in Darmstadt Friederike Sophie Marie Lili von Hahn (1865–1935). Aus der Ehe ging die Tochter Anka Friederike Marie Luise Auguste (1893–1977) hervor, die 1921 Eberhard Kurt Felix von Briesen (1878–1958) heiratete.

## Auszeichnungen (unvollständig)
- Roter Adlerorden III. Klasse mit der Schleife[2]
- Kronenorden III. Klasse[2]
- Preußisches Dienstauszeichnungskreuz[2]
- Komtur II. Klasse des Ordens Albrechts des Bären[2]
- Komtur I. Klasse des Ordens Heinrichs des Löwen[2]
- Ritterkreuz II. Klasse des Großherzoglich Hessischen Ludwigsordens[2]
- Ehrenkreuz des Verdienstordens Philipps des Großmütigen[2]
- Komtur II. Klasse des Sankt-Olav-Ordens[2]
- Eisernes Kreuz (1914) II. und I. Klasse